# Amblypsilopus xizangensis
Amblypsilopus xizangensis är en tvåvingeart som beskrevs av Yang 1998. Amblypsilopus xizangensis ingår i släktet Amblypsilopus och familjen styltflugor. Inga underarter finns listade i Catalogue of Life.